# 巴迪亚泰达尔达
巴迪亚泰达尔达（義大利語：Badia Tedalda），是意大利阿雷佐省的一个市镇。位於佛羅倫斯以東約80公里(50英里)和阿雷佐東北約35公里(22英里)。总面积119.12平方公里，人口1145人，人口密度9.6人/平方公里（2009年）。ISTAT代码为051003。